# Margarida Marques
Maria Margarida Ferreira Marques (Bombarral, Bombarral, 2 de março de 1954) é uma política portuguesa, atualmente deputada ao Parlamento Europeu e ex-deputada na Assembleia da República e ex-secretária de Estado dos Assuntos Europeus no XXI Governo Constitucional.

## Biografia
Licenciou-se em Matemática pela Faculdade de Ciências da Universidade de Lisboa em 1976, tendo concluído o mestrado em Ciências da Educação pela Faculdade de Ciências e Tecnologia da Universidade Nova de Lisboa em 1991.
Entre 1983 a 1985 foi deputada na Assembleia da República, representando o Distrito de Lisboa, voltando a exercer este cargo em 2015, desta vez representando o Distrito de Leiria. De 1994 a 2015 foi funcionária da Comissão Europeia e chefe da Representação da Comissão Europeia em Portugal de 2005 a 2011. Exerceu outras funções públicas no governo português entre 1976 a 1983 e 1985 a 1994. Foi ainda professora convidada na Universidade Autónoma de Lisboa, na Faculdade de Ciências e Tecnologia da Universidade Nova de Lisboa e no ISCTE - Instituto Universitário de Lisboa.
Em 2019 foi eleita deputada ao Parlamento Europeu para a 9.ª legislatura (2019-2024). Onde é vice-presidente da Comissão de Orçamentos, da Comissão do Comércio Internacional, da delegação para as Relações com a República Popular da China e da delegação à Assembleia Parlamentar da União para o Mediterrâneo.